# Tour de Gila femení
El Tour de Gila femení és una competició ciclista estatunidenca femenina que es disputa per etapes a finals del mes d'abril a Nou Mèxic, Estats Units d'Amèrica. La cursa forma part del calendari internacional de l'UCI amb una classificació UCI 2.2, a partir de 2015. La primera edició, de nivell amateur, va ser l'any 1987.
És la versió femenina de la cursa masculina homònima.

## Palmarès
| Any  | Vencedor            | Segon                   | Tercer              |         |
| ---- | ------------------- | ----------------------- | ------------------- | ------- |
| 1987 | Nancy Shipp         | Jonell Mill             | Laurie King         |         |
| 1988 | Jane Marshall       | Carol Rogers-Dunning    | Janelle Parks       |         |
| 1989 | Carolyn Donnelly    | Kim Cashon              | Julie Young         |         |
| 1990 | Carolyn Donnelly    | Melissa Mayfield        | Molly Taubeneck     |         |
| 1991 | Laura Peycke        | Carolyn Donnelly        | Linda Kruse         |         |
| 1992 | Jane Gagne          | Janelle Parks           | Martha Wavrin       |         |
| 1993 | Martha Wavrin       | Molly Renner            | Pamela Schuster     |         |
| 1994 | Carolyn Donnelly    | Molly Renner            | Rosalind Reekie-May |         |
| 1995 | Carolyn Donnelly    | Heather Tallman         | Emily Robbins       |         |
| 1996 | Desiree Margagliano | Teri Ralser             | Heather Tallman     |         |
| 1998 | Jeannie Longo       |                         |                     |         |
| 1999 | Kimberly Bruckner   | Andrea Ratkovic-Bowman  | Julie Hanson        |         |
| 2000 | Mari Holden         | Jeannie Longo           | Kimberly Bruckner   |         |
| 2001 | Geneviève Jeanson   | Kimberly Bruckner       | Lyne Bessette       |         |
| 2002 | Geneviève Jeanson   | Kimberly Bruckner       | Karen Bockel        |         |
| 2003 | Geneviève Jeanson   | Manon Jutras            | Katrina Berger      |         |
| 2004 | Amber Neben         | Brooke Ourada           | Kimberly Anderson   |         |
| 2005 | Kimberly Baldwin    | Geneviève Jeanson       | Lynn Gaggioli       |         |
| 2006 | Kristin Armstrong   | Anne Samplonius         | Erinne Willock      |         |
| 2007 | Mara Abbott         | Rachel Heal             | Dotsie Bausch       |         |
| 2008 | Leah Goldstein      | Leigh Hobson            | Felicia Greer       |         |
| 2009 | Kristin Armstrong   | Alison Powers           | Katheryn Curi       |         |
| 2010 | Mara Abbott         | Alison Powers           | Catherine Cheatley  |         |
| 2011 | Clara Hughes        | Mara Abbott             | Kathryn Donovan     |         |
| 2012 | Kristin Armstrong   | Carmen Small            | Alison Powers       |         |
| 2013 | Mara Abbott         | Alison Powers           | Janel Holcomb       |         |
| 2014 | Mara Abbott         | Flávia Oliveira         | Abigail Mickey      |         |
| 2015 | Mara Abbott         | Katie Hall              | Lauren Stephens     |         |
| 2016 | Mara Abbott         | Kristin Armstrong       | Jasmin Glaesser     |         |
| 2017 | Tayler Wiles        | Katie Hall              | Leah Thomas         |         |
| 2018 | Katie Hall          | Sara Poidevin           | Leah Thomas         |         |
| 2019 | Brodie Chapman      | Chloé Dygert            | Jasmin Glaesser     |         |
| 2020 | suspesa             | suspesa                 | suspesa             | suspesa |
| 2021 | suspesa             | suspesa                 | suspesa             | suspesa |
| 2022 | Lauren De Crescenzo | Kristabel Doebel-Hickok | Austin Killips      |         |
| 2023 | Austin Killips      | Marcela Prieto          | Emily Ehrlich       |         |
| 2024 | Lauren Stephens     | Nadia Gontova           | Eleanor Wiseman     |         |
| 2025 | Lauren Stephens     | Sidney Swierenga        | Emma Langley        |         |